# Pałac w Stanicy
Pałac w Stanicy – zabytkowy pałac wybudowany w 1840 r. w Stanicy.

## Położenie
Pałac położony jest w Stanicy – przysiółku wsi w Polsce, w województwie dolnośląskim, w powiecie strzelińskim, w gminie Przeworno.

## Historia
W 1840 r. posiadaczem wsi był baron Hermann von Gaffron, dyrektor Śląskiego Instytutu Kredytowego. W 1870 r. właścicielem był Theodor von Gaffron,  hrabia Rzeszy, szambelan królewski.
Obiekt jest częścią zespołu pałacowego, w skład którego wchodzi jeszcze park. Rodzina von Gaffron była również właścicielem obiektów w pobliskich Konarach i Sarbach.

## Bibliografia

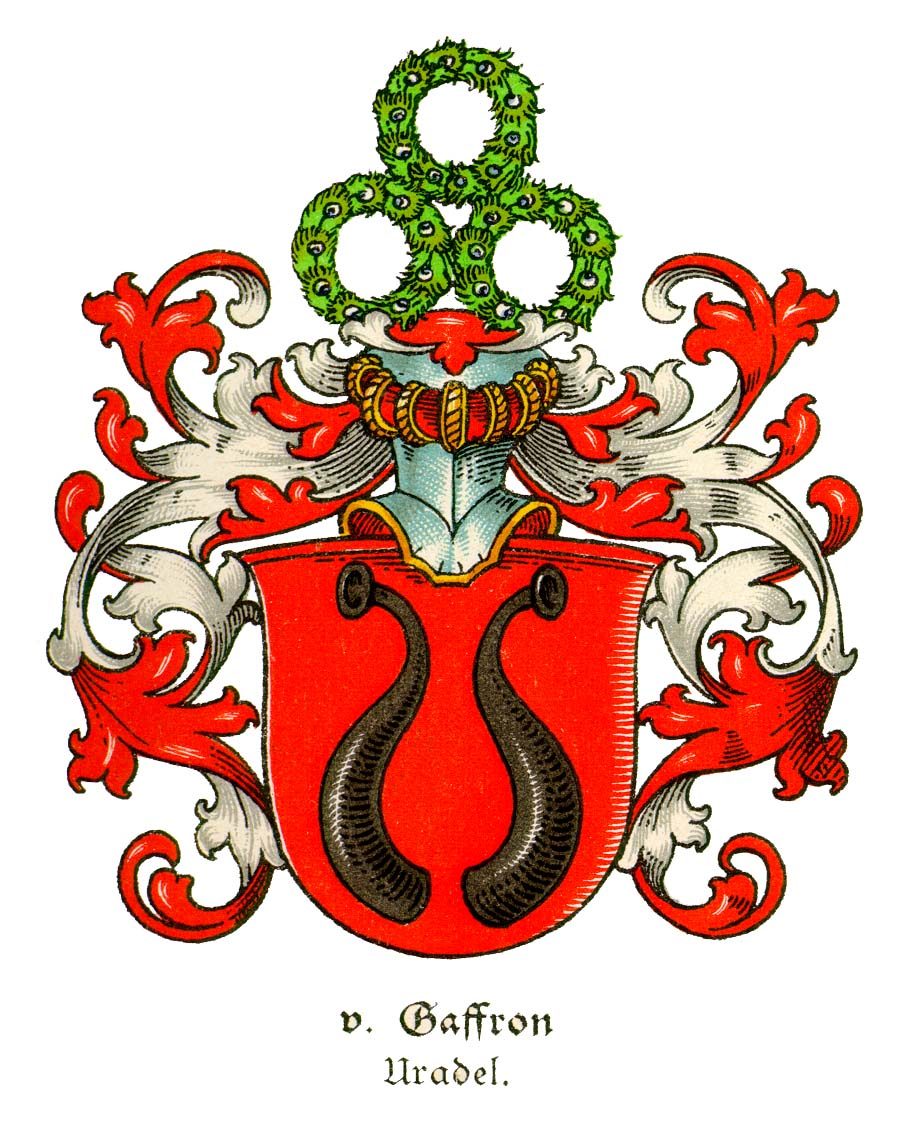
Herb von Gaffron